# BITTERSWEET FOOLS
『BITTERSWEET FOOLS』（ビタースウィート フールズ）は、2001年にminoriより発売されたアダルトゲーム。

## 概要
イタリア・フィレンツェを舞台に、命がけの戦いを繰り広げる青年と、純真な少女との出会いを描くアドベンチャーゲームである。2002年には、全年齢対象のドリームキャスト版やPlayStation 2版がディースリー・パブリッシャーよりSIMPLE2000シリーズとして発売されている。
2005年12月28日にはWindows用リパッケージ版が発売された。

## 登場人物
声優名はドリームキャスト版やPlayStation 2版でのもの。
アラン
声 - 鶴博幸
1階が花屋のアパートに住むスナイパー（コンシューマ版では「世間の掃除屋」）。表向きは学生で、アランの名は偽名。一見冷たく見えるが根は優しい。頭は良く、チェスの名人。詳しくは語られていないが元孤児であった模様。
ティ
声 - 倖月美和
マフィアの長の孫娘。一家内部の紛争で両親の命が危険となり、モーリスの計らいでアランの部屋に身を隠すことになる。明るく純粋な性格で礼儀正しい。スポーツが得意だが、家事は苦手。
パレルモ
声 - 浜田賢二
政府のカウンターテロ活動を担う秘密組織の一員。パレルモは偽名。アパートの一室で仲間のシエナ・エリチェと共同生活を送る。思慮深く落ち着いた性格。
シエナ
声 - 浅野るり
面倒見が良い女性で、医療に関する幅広い知識を持つ。
エリチェ
声 - 奥田啓人
無愛想で無口だが仲間思い。拳銃を始めとする火気の取扱に長けている。
レーニエ
声 - 長谷川智子
街角で倒れているところをパレルモに拾われ、彼らと一緒に暮らすことになる謎の少女。

## 主なスタッフ
- プロデューサー - nbkz
- 原画 - 相田裕
- シナリオ - 古我望
- オープニングムービー制作 - 新海誠

## 関連製品
- Windows PC版（18禁）ゲームソフト「BITTERSWEET FOOLS」、minori （2001年）
  - 同 リパッケージ版 （2005年）
- PlayStation 2版ゲームソフト SIMPLE2000シリーズVOL.9「THE恋愛アドベンチャー BITTERSWEET FOOLS」、ディースリーパブリッシャー （2002年）
- ドリームキャスト版ゲームソフト SIMPLE2000DCシリーズ 「BITTERSWEET FOOLS」、ディースリーパブリッシャー （2002年）
- 書籍「BITTERSWEET FOOLS ビジュアルファンブック」、ソフトバンクパブリッシング （2002年）
- 音楽CD「BITTERSWEET FOOLS ～Dolce～」、ツーファイブレコード （2003年）